# Масленникова, Наталья Николаевна
Ната́лья Никола́евна Ма́сленникова (12 ноября 1927, Порхов, Ленинградская область — 5 февраля 2010, Санкт-Петербург) — российский историк, палеограф, доктор исторических наук, профессор, один из крупнейших специалистов в области средневековой истории Пскова.

## Биография
Родилась в городе Порхов Ленинградской области (ныне это территория Псковской области). Росла и училась во Пскове. В 1941 году вместе с семьёй бежала из горящего от бомбёжек Пскова.
В 1945 году поступила на исторический факультет Ленинградского государственного университета им. А. А. Жданова, который окончила в 1950 году. Специализировалась на истории Древней Руси и палеографии. Ученица Дмитрия Лихачёва и Александра Шапиро. 
В 1953 году защитила в ЛГУ кандидатскую диссертацию «Присоединение Пскова к Русскому централизованному государству». В 1985 году защитила в Ленинградском отделении института истории АН СССР докторскую диссертацию «Псковские крестьяне конца XV – XVII века».
После окончания аспирантуры в течение года (1953–1954) работала в рукописном отделе Государственной публичной библиотеки РСФСР имени М. Е. Салтыкова-Щедрина. 
С 1954 до 2009 года работала старшим преподавателем, доцентом, профессором на кафедре истории Ленинградского государственного института культуры имени Н. К. Крупской (ныне — Санкт-Петербургский государственный институт культуры). В 1978—2004 годах была заведующей этой кафедрой.
Работа Н. Масленниковой «Присоединение Пскова к Русскому централизованному государству», напечатанная ещё в 1955 году, до сих пор остаётся одной из крупнейших и авторитетнейших в этой области.
Ушла из жизни 5 февраля 2010 года в Санкт-Петербурге. Похоронена на Большеохтинском кладбище.

## Награды
- орден Почёта (1999)[4]

## Сочинения
- Масленникова Н. Н. Идеологическая борьба в псковской литературе в период образования Русского централизованного государства // Труды Отдела древнерусской литературы ИРЛИ АН СССР. Т. VIII. — М.; Л., 1951. Текст
- Масленникова Н. Н. Присоединение Пскова к русскому централизованному государству / Отв. ред. Д. С. Лихачёв. — Л.: Изд-во ЛГУ, 1955. — 196 с. Текст
- Масленникова Н. Н. К истории создания теории «Москва — Третий Рим» // Труды Отдела древнерусской литературы ИРЛИ АН СССР. Т. XVIII. — М.-Л., 1962. Текст
- Масленникова Н. Н. Псковская земля // Аграрная история Северо-Запада России XVI века. — М., 1978. — С. 87-112.
- Масленникова Н. Н., Краснопевцев В. П., Дейч Г. М. и др. Достопримечательности Псковской области. — 3-е изд. — Л.: Лениздат, 1981. — 328 с.
- Масленникова Н. Н. О земельной политике Василия III в Пскове // Россия на путях централизации. Сборник в память А. А. Зимина. — М.: Наука, 1982. — С. 58-65.
- Масленникова Н. Н., Проскурякова Г. В. К изучению облика Пскова в XVI—XVII вв. // Археология и история Пскова и Псковской земли. — Псков, 1988. С. 7—9.
- Масленникова Н. Н. Волышово — уникальный усадебный ансамбль XVIII—XIX веков // Русская усадьба. — 2004. — Вып. 10 (26). — С. 234—255.